# Liste der Naturdenkmale in Ettlingen
| Naturdenkmale | Anzahl |
| ------------- | ------ |
| FND           | 6      |
| END           | 18     |
| Gesamt        | 24     |

Die Liste der Naturdenkmale in Ettlingen nennt die verordneten Naturdenkmale (ND) der im baden-württembergischen Landkreis Karlsruhe liegenden Stadt Ettlingen. In Ettlingen gibt es insgesamt 24 als Naturdenkmal geschützte Objekte, davon sechs flächenhafte Naturdenkmale (FND) und 18 Einzelgebilde-Naturdenkmale (END).
Stand: 31. Oktober 2016.

## Flächenhafte Naturdenkmale (FND)
| Name                                    | Bild | Kennung     | Einzelheiten      | Position | Fläche Hektar | Datum         |
| --------------------------------------- | ---- | ----------- | ----------------- | -------- | ------------- | ------------- |
| Halbinsel Hurstsee                      | BW   | 82150170025 | Ettlingen         | ⊙        | 2,1           | 11. Dez. 2001 |
| Lindenhain am Sportplatz                | BW   | 82150170020 | Ettlingen         | ⊙        | 0,6           | 11. Dez. 2001 |
| Lochmühlenweiher                        |      | 82150170027 | Ettlingen, Malsch | ⊙        | 1,4           | 1. Sep. 1986  |
| Maletschewiesen                         | BW   | 82150170026 | Ettlingen         | ⊙        | 2,6           | 9. Sep. 1986  |
| Reutbrunnenwiesen (Gemarkung Oberweier) | BW   | 82150170029 | Ettlingen         | ⊙        | 5,0           | 11. Dez. 2001 |
| Schilfgürtel Malscher Landgraben        | BW   | 82150170010 | Ettlingen         | ⊙        | 5,0           | 11. Dez. 2001 |
| Legende für Naturdenkmal                |      |             |                   |          |               |               |

## Einzelgebilde (END)
| Name                                         | Bild | Kennung     | Einzelheiten | Position | Fläche Hektar | Datum         |
| -------------------------------------------- | ---- | ----------- | ------------ | -------- | ------------- | ------------- |
| Große Eichen an Wegkreuzung Windwiesen       |      | 82150170011 | Ettlingen    | ???      | 0,0           | 9. März 1987  |
| Linde am Bildstöckle                         | BW   | 82150170002 | Ettlingen    | ⊙        | 0,0           | 9. März 1987  |
| Linde und Dorfbrunnen im Brunnengärtle       |      | 82150170021 | Ettlingen    | ⊙        | 0,0           | 9. März 1987  |
| Steinbrunnenquelle                           |      | 82150170017 | Ettlingen    | ⊙        | 0,0           | 9. März 1987  |
| Tulpenbaum beim Augustinusheim               | BW   | 82150170004 | Ettlingen    | ⊙        | 0,0           | 9. März 1987  |
| Wunderbuche                                  | BW   | 82150170022 | Ettlingen    | ⊙        | 0,0           | 9. März 1987  |
| 1 Drillingseiche an der Schöllbronner Steige |      | 82150170015 | Ettlingen    | ⊙        | 0,0           | 9. März 1987  |
| 1 Eiche am Pfaffenbrunnenweg                 | BW   | 82150170018 | Ettlingen    | ⊙        | 0,0           | 9. März 1987  |
| ein Ginkgobaum bei der Liebfrauenkirche      | BW   | 82150170014 | Ettlingen    | ⊙        | 0,0           | 9. März 1987  |
| 1 Kastanie bei der Kapelle                   | BW   | 82150170032 | Ettlingen    | ⊙        | 0,0           | 22. Feb. 1989 |
| 1 Traubeneiche an der Lochmühle              |      | 82150170028 | Ettlingen    | ⊙        | 0,0           | 1. Sep. 1986  |
| 1 Ulme westlich der Lochmühle                |      | 82150170003 | Ettlingen    | ⊙        | 0,0           | 1. März 2005  |
| 1 Zeder bei der Liebfrauenkirche             | BW   | 82150170012 | Ettlingen    | ⊙        | 0,0           | 9. März 1987  |
| 18 Maulbeerbäume bei Horbachgraben           | BW   | 82150170006 | Ettlingen    | ⊙        | 0,0           | 9. März 1987  |
| 2 Eichen am Eschenbrückweg (im Ersig)        | BW   | 82150170001 | Ettlingen    | ⊙        | 0,0           | 1. März 2005  |
| 2 Mammutbäume beim Watthaldenpark            |      | 82150170009 | Ettlingen    | ⊙        | 0,0           | 9. März 1987  |
| 2 Roßkastanien bei Bildstock                 | BW   | 82150170019 | Ettlingen    | ⊙        | 0,0           | 9. März 1987  |
| 4 Robinien am Bildstock                      | BW   | 82150170024 | Ettlingen    | ⊙        | 0,0           | 9. März 1987  |
| Legende für Naturdenkmal                     |      |             |              |          |               |               |